# Jean-Claude Mourlevat
Jean-Claude Mourlevat, född 22 mars 1952 i Ambert i Frankrike,  är en fransk författare av framför allt barn- och ungdomslitteratur. År 2021 mottog han Astrid Lindgren Memorial Award  , ALMA.

"Jean-Claude Mourlevat är en lysande förnyare av sagans traditioner, öppen inför både det svåraste och det vackraste. Tid och rum upphävs i hans berättarvärldar, och på en drömsk och träffsäker prosa gestaltas eviga teman som längtan och kärlek, utsatthet och krig. Mourlevats ständigt överraskande författarskap fäster epikens urgamla väv vid en samtida verklighet."
—Juryns motivering

## Biografi
Mourlevat växte upp i en lantbrukarfamilj på franska landsbygden som den näst yngsta av sex barn. Fadern var även mjölnare. När Mourlevat var 10 år gammal började han på en internatskola där han var elev i åtta år. Han vantrivdes på skolan, regimen var hård och lärarna stränga. I hemmet hade det inte funnits så många böcker men  på skolan blev litteraturen en tröst för Mourlevat. Han läste mycket och framhåller bland annat Robinson Crusoe som en bok som blev viktig för honom.
Mourlevat studerade tyska och arbetade sedan några år som lärare. Därefter utbildade han sig för teatern och verkade som skådespelare, regissör och clown. Sedan debuten med bilderboken Histoire de l'enfant et de l'oeuf 1997 har författandet varit hans yrke.

## Författarskap
Mourlevat har skrivit ungefär 30 böcker. De finns översatta till cirka 20 språk, men innan ALMA-priset inte till svenska. I böckerna finns ofta litteratur, konst och musik med som motkrafter till destruktivitet och ondska. I flera berättelser spelar böcker och bibliotek en viktig roll. I Mourlevats böcker finns tydliga kopplingar till sagor och andra litterära traditioner, men han gör något helt nytt och ofta överraskande med materialet. Böckerna präglas av en stark humanism och längtan efter godhet.
Svenska översättningar: Jefferson, 2021 (orig. Jefferson, 2018), Vintersång, 2022 (Le Combat d'hiver, 2006) och Jefferson gör sitt bästa, 2023 (Jefferson fait son mieux, 2022). 